# 斯蘭齊區
59°07′N 28°05′E / 59.117°N 28.083°E
斯蘭齊區（俄语：Сланцевский район），是俄羅斯的一個區，位於該國西北部，由列寧格勒州負責管轄，面積2,191.1平方公里，2010年人口10,038，人口密度每平方公里4.58人。